# Cavendishia tryphera
Cavendishia tryphera är en ljungväxtart som beskrevs av A. C. Smith. Cavendishia tryphera ingår i släktet Cavendishia och familjen ljungväxter. Inga underarter finns listade i Catalogue of Life.